# تپه‌های آتشفشان (نوادا)
تپه‌های آتشفشان مجموعه رشته‌کوه‌هایی است در شهرستان اسمرالدا، نوادا, نوادا.